# Hill Top (Australia)
Hill Top – miasto w Australii, w stanie Nowa Południowa Walia.